# الکساندر کنوالیوک
الکساندر کنوالیوک (انگلیسی: Oleksandr Konovaliuk؛ زادهٔ ۱ مهٔ ۱۹۷۸) ورزشکار روئینگ اهل اوکراین است. او همچنین از قایقرانان روئینگ بازی‌های المپیک تابستانی ۲۰۱۲ بوده‌است.